# Hans Roditzer
Hans Roditzer († vor oder im Jahr 1527), auch Hans von Roditzer, war als Generalunternehmer und Bildhauer in Freiburg im Üechtland tätig.

## Leben und Wirken
Zwischen 1504 und 1521 wird er als Tischmacher und Skulpteur in Freiburger Quellen erwähnt. 1517 wurde er ebendort Bürger. Er besass ein Haus in der Hochzeitergasse. Verheiratet war er mit Annilli Früyo und hatte mit ihr zwei Kinder, Hans und Anguilli.
1510 war er Zeuge eines Malervertrages für das Retabel in Ferenbalm. 1514 war er Auftragnehmer für die Retabel in Marly FR und St. Silvester FR sowie für drei Altaraufsätze in Jaun. Gemeinsam mit Martin Gramp war er 1514 für das Hochaltarretabel der Freiburger Johanniterkirche und 1518/19 für die Ausstattung der Ratsstube des seit 1501 neu erbauten Rathauses verantwortlich. Zwischen 1522 und 1525 arbeitete Hans Roditzers Werkstatt mit Hans Geiler zusammen an einem Retabel für das Zisterzienserkloster Hauterive. 1527, bereits postum, wurde die Werkstatt von den Mönchen erneut mit einem Retabel beauftragt.

## Werke (Auswahl)
- Madonna mit Kind aus St. Silvester FR, 1514 (Linde, 95 cm hoch; Aachen, Suermondt-Ludwig-Museum, Inv. Nr. SK 706)
- Hl. Laurentius aus der alten Pfarrkirche in Jaun, 1514/15 (Linde, 77,5 cm hoch; heute Jaun, St. Stephan)
- Fünf Skulpturen in Pont-la-Ville FR
  - Hl. Petrus aus St. Maria in Pont-la-Ville FR, um 1515 (Linde, 84,5 cm hoch; Pont-la-Ville, Neue Pfarrkirche)
- Hl. Johannes der Täufer aus der alten Pfarrkirche in Montbrelloz, um 1515 (Linde, 94,1 cm hoch; heute Montbrelloz, Neue Pfarrkirche)
- Hl. Georg, um 1515 (Linde, 82 cm hoch; heute Freiburg i. Ü., Musée d’art et d’histoire)
- Vier Skulpturen im Museo Stibbert in Florenz
  - Heiliger, um 1515 (95 cm hoch)
- Madonna mit Kind, um 1515 (Linde, 105,5 cm hoch; heute Freiburg i. Ü., Musée d’art et d’histoire)
- Retabelrelief einer hl. Anna selbdritt, um 1517 (Linde, ursprüngliche Fassung, 46,4 cm hoch; Alagna, St. Johannes der Täufer)
- Hl. Stephanus, um 1518 (Plasselb, Pfarrkirche)
- Hl. Michael (heute Freiburg i. Ü., Musée d’art et d’histoire)
- Zwei Skulpturen im Pfarrhaus von St. Antoni FR
  - Madonna
  - Hl. Diakon